# Russula paludosa

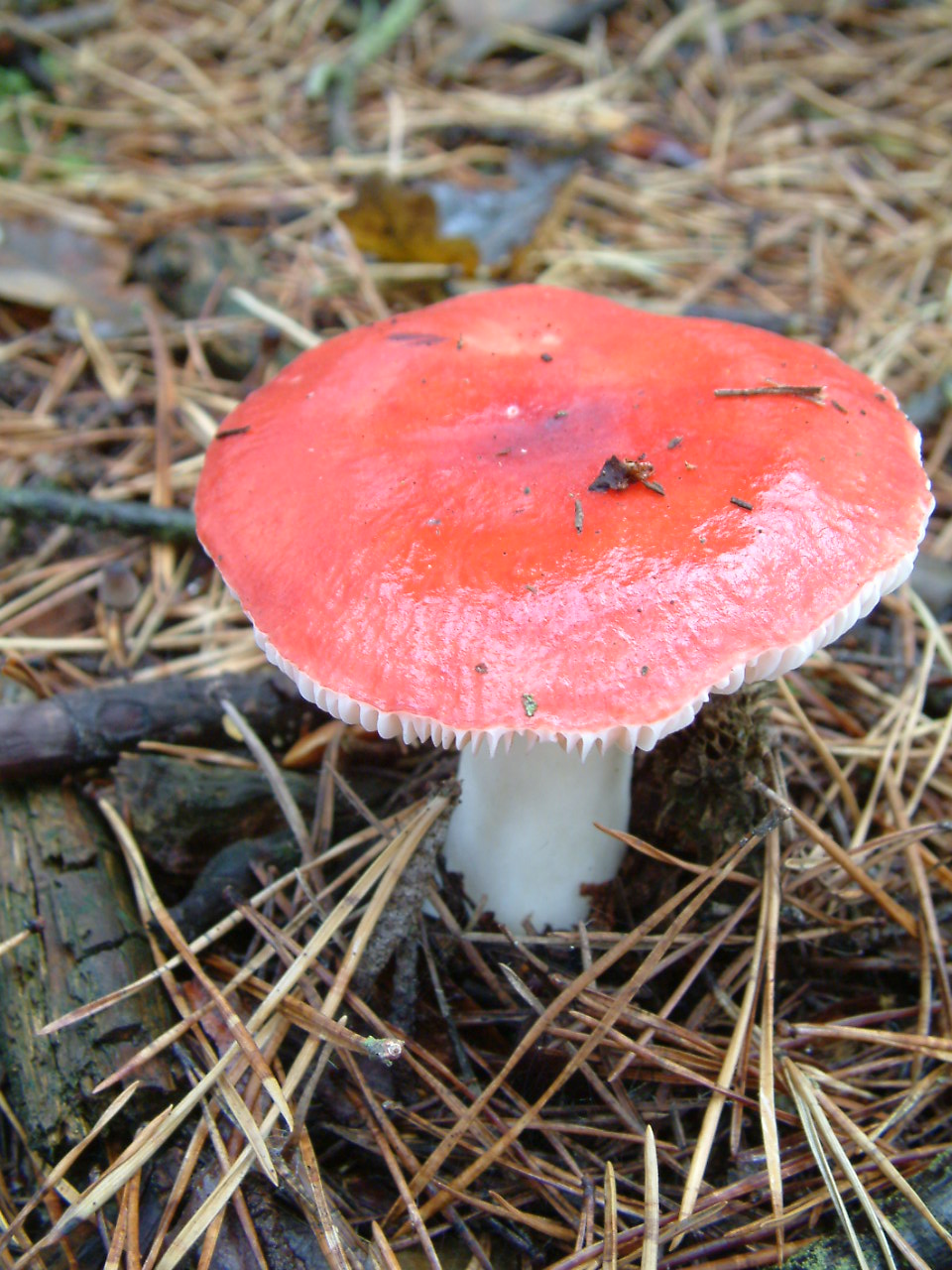
Russula paludosa

Russula paludosa Britzelm. (1891)

## Descrizione della specie
Cappello
7- 18 cm di diametro, prima convesso, poi piano con depressione centrale.
cuticolaseparabile fino a metà, di colore rosso-arancio.
Lamelle
Fitte, con numerose lamellule, da sinuate a libere, colore crema.
Gambo
4-10(15) x 1,5-4 cm, robusto, bianco, con sfumature rosa verso la base negli esemplari maturi.
Carne
Biancastra, rosa-rosso sotto la cuticola, immutabile o leggermente ingrigente.
- Odore: fruttato.
- Sapore: dolce.

Spore
8-11 x 6,5-8,5 µm, ovoidali o ellissoidali, verrucose, con creste alte 0,7–1,2 µm, parzialmente reticolate, color crema-ocra in massa.

## Habitat
Cresce sotto conifere in estate-autunno.

## Specie simili
- Russula turci e Russula violeipes, con le stesse caratteristiche di commestibilità.

## Commestibilità
Discreta.